# Eesti Raudtee
Eesti Raudtee (EVR) — національна залізнична компанія Естонії. Заснована в 1992 році на базі естонської частини Прибалтійської залізниці. 
Протяжність шляхів, що належать EVR, становить 691 км (все  — колії 1520 мм). Компанія також здійснює вантажні перевезення по залізницях Естонії. Пасажирські перевезення по електрифікованим лініях (загальна довжина  — близько 140 км) в околицях Таллінна здійснюються державною (раніше — дочірньої Eesti Raudtee) компанією Elektriraudtee, а по неелектрифікованих — приватною компанією Edelaraudtee. Також компанії Edelaraudtee належать колишні вузькоколійні лінії Таллінн — Лелль — Пярну та Лелль — Вільянді. У кілометраж ліній EVR ці ділянки не враховані. Компанія здійснює вантажні перевезення, внутрішні пасажирські перевезення (обслуговуються дизель-поїздами) та міжнародні перевезення (єдиний нині існуючий поїзд далекого прямування Таллінн — Москва та пущений 27 травня 2012 року дизель-поїзд Таллінн — Санкт-Петербург). 

## Локомотивний парк

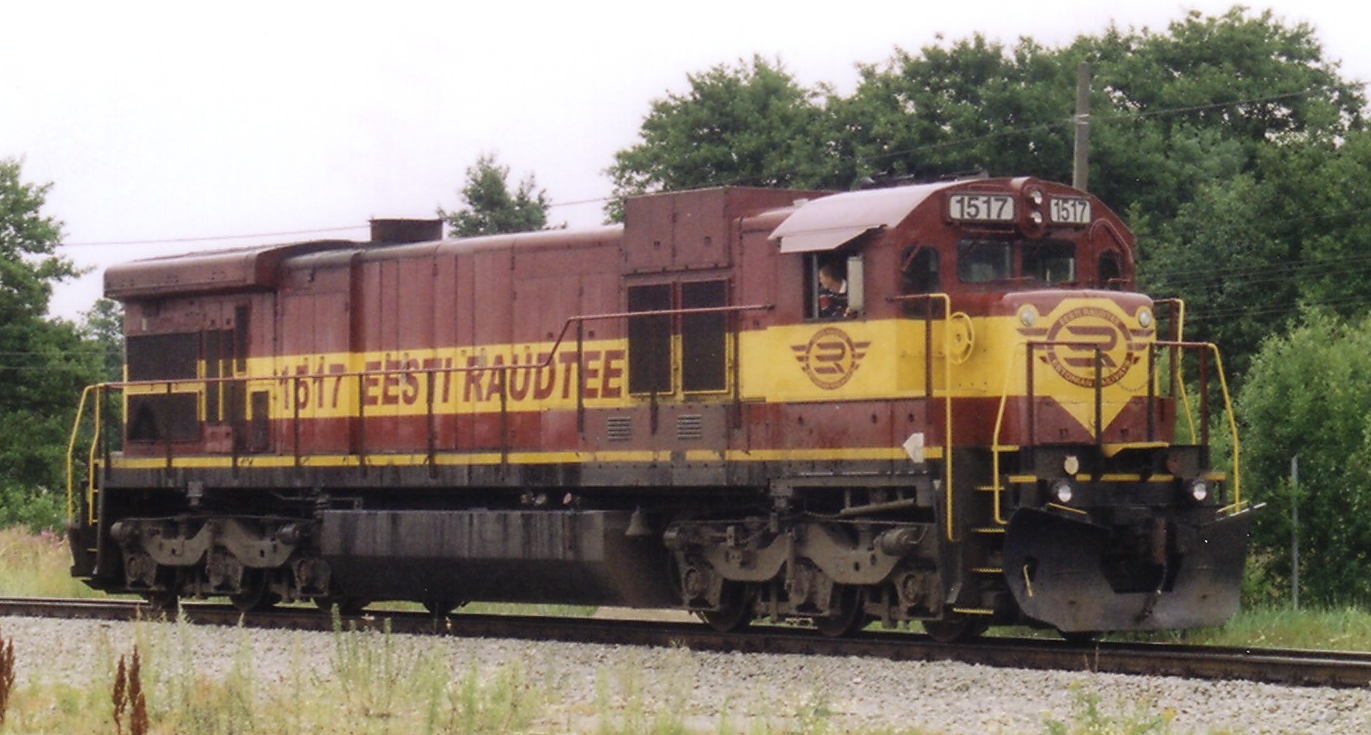

- 26 тепловозів Тепловоз ЧМЕ3
- 4 тепловоза 2ТЕ116
- 56 тепловозів GE C36-7i
- 19 тепловозів GE C30-7Ai

## Електрифіковані лінії
Естонська залізниця електрифікована постійним струмом (3кВ). Загальна протяжність 154,5км. Має 4 напрямки. 
- Таллінн — Аегвійду — Тапа:

Найдовша електрифікована лінія в Естонії, але має найменше на лінії станції, протяжність 77,5 км. У східний напрямок. Станції (17): Таллінн, Кітсекюла, Юлемісте, Весс, Лагеді, Кулл, Арукюла, Раазіку, Парила, Кехра, Лахінгувялья, Мустйие, Аегвійду, Неліярве, Янеда, Лехтсе, Тапа. Спершу була електрифікована до станції Аегвійду, 2024 електрифікацію подовжено до станції Тапа і розпочато електрифікацію ділянки Тапа - Тарту. Влітку 2024 електрифікація дійшла до станції Тапа і розпочато електрифікацію лінії Тапа — Тарту. Станом на червень 2024 року було електрифіковано ділянку Тапа - Тамсалу протяжністю 15 км.
- Таллінн — Ріісіпере: Електрифікована лінія слід в тупикову лінію, протяжність лінії 52км.

Станції (22) : Таллінн, Таллінн (Коплі), Ліллекюла, тондо, Ярве, Рахумяе, Нимме, Хійу, Ківімяе, Пяескюла, Лаагрі , Урда, Падула, Сауе, Валінгу, Кейла, Кулна, Вазалемма, Кібуна, Лайтс, Яаніка, Рійзіпере.  
- Таллінн — Клоога-ранд: Одна з малих електрифікованих ліній. Протяжність 39 км.

Станції (18) : Таллінн, Ліллекюла, тондо, Ярве, Рахумяе, Нимме, Хійу, Ківімяе, Пяескюла, Лаагрі , Урда, Падула, Сауе, Валінгу, Кейла, Нійтвялья, Клоога, Клоога-Ранд. 
- Таллінн — Палдіскі: Одна з малих електрифікованих ліній. Протяжність 47 км.

Станції (22) : Таллінн, Ліллекюла, тондо, Ярве, Рахумяе, Нимме, Хійу, Ківімяе, Пяескюла, Лаагрі , Урда, Падула, Сауе, Валінгу, Кейла, Нійтвялья, Клоога, Клоога-Аедлінн, Пиллкюла, Лаокюла, Палдиски

## Неелектрифіковані лінії

### Діючі
Жирним текстом написані головні станції

- Таллінн — Тапа — Йигева — Тарту

Лінія пущена 1877 року.
 
Станції (35) :

1. Таллінн-Тарту

 Таллінн (Балтійський вокзал) , Юлемісте (Таллінн), Арукюла, Раазіку, Кехра, Аегвійду, Янеда,Тапа , Тамсалу, Кілтсі, Ракка, Вягева, Педья,Йигева , Каарепере, Табівере,Тарту (Тартуський вокзал) .

2. Таллінн-Тапа

Станції ті ж, але додаються також:

- Кітсекюла, Таллінн (Таллінн-Юлемісте)
- Весс, Таллінн (Юлемісте-Лаагрі )
- Лаагрі  (Весс-Кулл)
- Кулл  (Лаагрі -Арукюла)
- парила (Раазіку-Кехра)
- Лаахінгувялья (Кехра-Мустйие) — до 2010 року Вікіпалу
- Мустйие (Лаахігувялья-Аегвійду)
- Неліярве (Аегвійду-Янеда)
- Патика (Янеда-Лехтсе)

3. Тарту-Йигева

Додаються:

- Калев  (Йигева-Каарепере)
- Нава (Каарепере-Муллавере)
- Муллавере (Нава-Табівере)
- Соотага (Табівере-Кяркна)
- Кяркна (Соотага-Васула)
- Васула (Кяркна-Емайие)
- Емайие (Васула-Ворбузе)
- Ворбузе (Емайие-Тарту)

4. закриті станції

- Ниммкюла (Тапа-Тамсалу)

- Таллінн-Раквере-Йихві-Нарва

створена 1870 року. 
Станції (25) :

1. Таллінн-Нарва

 Таллінн (Балтійський вокзал) , Юлемісте (Таллінн), Арукюла, Раазіку, Кехра, Аегвійду, Янеда, Лехтсе, Тапа, Кадріна,Раквере , Кабала, Сонда, Ківіилі, Пюссі, Кохтла,Йихві , Кричу (Кохтла-Ярве), Вайвара,Нарва (Нарвський вокзал) .

2. Таллінн-Раквере

Спочатку має всі станції лінії " Таллінн-Тапа ", після Тапа додається:

- Удріку (Тапа-Кадріна)

3. Таллінн-Йихві

Спочатку має всі станції з лінії " Таллінн-Раквере ", після Раквере додається:

- Ваекюла (Раквере-Кабала)

4. Закриті станції

- енергію, Нарва (Солдіна -Нарва)
- Солдіна (АУВЕР-Енергія) — закрита 2011 року.
- АУВЕР (Вайвара- Солдіна) — закрита 2011 року.
- Таллінн-Рапла-Лелль-Вільянді-Пярну

Першу частину шляху (до Лелль) поїзди йдуть по одній дорозі. Однак далі рейки розходяться в дві сторони — в Вільянді і в Пярну.

Станції (38) :

1. Таллінн-Рапла-Лелль

Таллінн (Балтійський вокзал) , Таллінн-Вяйке (Таллінн), Лійва (Таллінн), Мянник, Саку, Касеметса, Кійса, Рообука, Віллівере, Кохіла, лоху, Хагуді,Рапла , Кеава,Лелль.

2. (Таллінн-) Лелль-Вільянді

Лелль, Кяру, Колу, Тетері, Тайксе, Кяревере, Оллепа, Вихма, Олуствере, Сюргавере,Вільянді.

3. (Таллінн-) Лелль-Пярну 

Лелль, Коогісте, Ейдапере, Вілувере, Тоотсі, Торі, пулл, Пярну-Товарний Вокзал, Пярну (Раекюласький вокзал). 
4. Закриті станції

- Кинну (Ейдапере-Вілувере) — закрита 2010 року.
- Таммісте, Пярну (пулл-Пярну-Товарний вокзал) — закрита 2012 року, у зв'язку з появою станції пулл, близької по місцю розташування з Таммісте.
- (Таллінн-) Тарту-Пильва-Койдула (-Печори)

Створена 1931 року. Має сполучення з прикордонним російським містом Печори.

Станції (20) :

1. Тарту-Пилва-Койдула

 Тарту (Тартуський вокзал) , Кірсі (Тарту), Юленурме (Тарту), Ухті, РЕОЛ, Вана-Куусте, Ребасте, Вастсе-Куустсе, Валгеметса, Кіід'ярве, Таеваскоя, Пилва, Холванді, Рууса, Веріора, Ілуметса, Орава, Койдула (до 2011 року Пііроя).

2. Закриті

- Лаане (Ребасте-Вастсе-Куусте)
- Клійма (Орава-Койдула)
- (Таллінн-) Тарту-Валга

Створена 1897 року.

Станції (21) : 

1. Тарту-Валга

Тарту (Тартуський вокзал) , Аардла (Тарту), Варіка (Тарту), Ропка, Аяма, Нио, Тиравере, Пееду, Елва, Палупера, Пука, Мягісте, Кеені, Сангасте,Валга.

2. Закриті

- Вапрамяе (Тиравере-Пееду)
- Удерна (Елва-Палупера)
- Аакре (Палупера-Пука)
- Пікаантсу (Мягісте-Кеені)
- Минеку (Кеені-Сангасте)
- Раавісте (Сангасте-Валга)
- (Таллінн-) Койдула-Піюза

Створений 2012 року. складається всього з двох активних та одній закритій станції. Є маленьким кроком до відновлення залізниці " Валга-Виру-Койдула".

Станції (3) :
 
1. Койдула-Піюза

Койдула,Піюза

2. Закриті 

- Вескі